# Nie war es herrlicher zu leben
Nie war es herrlicher zu leben. Das geheime Tagebuch des Herzogs von Croÿ, 1718–1784 ist der Titel der 2011 erstmals in deutscher Übersetzung erschienenen Memoiren des Herzogs Emmanuel von Croÿ.
Beschrieben wird die Zeit von der Blüte der Herrschaft Ludwigs XV. bis kurz vor der Französischen Revolution.
Die Übersetzung und Herausgeberschaft übernahm Hans Pleschinski, der zuvor bereits den Briefwechsel zwischen Voltaire und Friedrich dem Großen sowie die Briefe der Madame de Pompadour vom Französischen ins Deutsche übertragen hatte.

## Hintergrund
Am 1. Februar 1737 schrieb Emmanuel seinen ersten Tagebucheintrag. Die Erinnerungen, insgesamt 41 handgeschriebene Bände, wollte der Herzog von Croÿ als Familienchronik seinen Nachfahren überlassen, sie gelten als wahrheitsgetreu gegenüber anderen Memoiren seiner Zeit, die für die Öffentlichkeit bestimmt waren.
Emmanuel ignorierte in seiner Chronik allerdings den Dritten Stand nahezu völlig, was ihn von anderen Chronisten dieser Zeit, wie etwa Samuel Pepys unterscheidet.
Die Erinnerungen des Herzogs sind z. T. äußerst detailliert, jedoch sparte Pleschinski in seiner Übersetzung viele Schilderungen von Schlachten aus.
Die deutsche Auswahlausgabe umfasst etwa ein Viertel der gesamten Aufzeichnungen, mit dabei sind jedoch die in den französischen Editionen ausgesparten Passagen über die Deutschlandreise des Herzogs.
Hinzugefügt wurden von Pleschinski in seiner Übersetzung historische Einleitungen und Fußnoten zu den einzelnen Kapiteln.

## Inhalt
Den Memoiren vorangestellt ist ein Gedicht André Chéniers.
Im ersten Kapitel Ein Fürst stellt sich vor wirft Emmanuel einen Blick zurück auf die Zeit vor Beginn seiner Memoiren. Er erzählt von seiner Erziehung unter dem Lehrer Rhindorf oder Rheindorf, der ihm unter anderem auch die deutsche Sprache beibrachte, was für Emmanuel im Verlauf seines Lebens noch von Vorteil sein würde.
Die tatsächlichen Tagebucheinträge beginnen im zweiten Kapitel Junges Treiben. Emmanuel schildert seine Aufnahme bei den Grauen Musketieren und den dortigen Drill. Die Anfälligkeit des jungen Aristokraten für Krankheiten wird beschrieben.
Im vierten Kapitel Tod in Wien berichtet Emmanuel vom Tode Karls VI., dem Kaiser des Heiligen Römischen Reiches deutscher Nation, im Jahr 1740 und dem Aufbruch zu seinem ersten Feldzug, dem Österreichischen Erbfolgekrieg 1741.
Deutsche Eindrücke gewährt einen Einblick in das damalige Städtebild Westdeutschlands, im anschließenden Kapitel berichtet der Herzog von der Kaiserwahl 1742, die Karl VII. als Sieger hervorbrachte. Kostbar sind seine Beschreibungen der damaligen deutschen Städte und der entscheidenden Personen. Gleichzeitig entfaltet sich eine Kulturgeschichte des Reisens.
Im fünfzehnten Kapitel Das Attentat werden der Anschlag auf Ludwig XV. vom 5. Januar 1757 und die anschließende (selbst nach damaligen Verhältnissen als grausam befundene) Hinrichtung und Vierteilung des Attentäters Damiens nacherzählt.
Das Kapitel Grausames Finale ist die einzige minutiöse Beschreibung des Leidens und Sterbens Ludwigs XV. Emmanuel spart nichts aus an der Beschreibung des Pockentods des Königs.

## Personen
Der Höfling Emmanuel widmete sich in seinen Memoiren ausführlich den französischen Königen Ludwig XV. und Ludwig XVI., ebenso ihren Frauen Maria Leszczyńska und Marie-Antoinette. Auch den Mätressen Ludwigs XV. Madame de Pompadour, Marie-Louise O’Murphy und Madame du Barry widmete er einige Aufmerksamkeit.
In den Diarien berichtet Emmanuel u. a. über seine Begegnungen mit Jean-Jacques Rousseau, Benjamin Franklin, Robert François Damiens und Kaiser Joseph II.